# Arrondissement Cognac
Das Arrondissement Cognac ist eine Verwaltungseinheit des Départements Charente in der französischen Region Nouvelle-Aquitaine. Unterpräfektur ist Cognac.
Es umfasst 107 Gemeinden aus sechs Wahlkreisen (Kantonen). Der aktuelle Gebietszuschnitt ist das Ergebnis einer Verwaltungsreform, die am 1. Januar 2008 die Gemeinden des damaligen Kantons Rouillac vom Arrondissement Angoulême zum Arrondissement Cognac übertrug und dadurch eine Ungleichheit in den Gebietszuschnitten und Bevölkerungszahlen der Arrondissements verkleinerte.

## Wahlkreise
- Kanton Charente-Champagne
- Kanton Charente-Sud
- Kanton Cognac-1
- Kanton Cognac-2
- Kanton Jarnac
- Kanton Val de Nouère (mit 16 von 23 Gemeinden)

## Gemeinden
Die Gemeinden des Arrondissements Cognac sind:
| 1. Angeac-Champagne (16012)          | 2. Angeac-Charente (16013)           | 3. Angeduc (16014)                  | 4. Ars (16018)                       |
| 5. Baignes-Sainte-Radegonde (16025)  | 6. Barbezieux-Saint-Hilaire (16028)  | 7. Barret (16030)                   | 8. Bassac (16032)                    |
| 9. Bécheresse (16036)                | 10. Bellevigne (16204)               | 11. Berneuil (16040)                | 12. Birac (16045)                    |
| 13. Boisbreteau (16048)              | 14. Bonneuil (16050)                 | 15. Bors (16053)                    | 16. Bourg-Charente (16056)           |
| 17. Bouteville (16057)               | 18. Boutiers-Saint-Trojan (16058)    | 19. Bréville (16060)                | 20. Brie-sous-Barbezieux (16062)     |
| 21. Brossac (16066)                  | 22. Challignac (16074)               | 23. Champagne-Vigny (16075)         | 24. Champmillon (16077)              |
| 25. Chantillac (16079)               | 26. Chassors (16088)                 | 27. Châteaubernard (16089)          | 28. Châteauneuf-sur-Charente (16090) |
| 29. Chillac (16099)                  | 30. Cognac (16102)                   | 31. Condéon (16105)                 | 32. Coteaux-du-Blanzacais (16046)    |
| 33. Courbillac (16109)               | 34. Criteuil-la-Magdeleine (16116)   | 35. Douzat (16121)                  | 36. Échallat (16123)                 |
| 37. Étriac (16133)                   | 38. Fleurac (16139)                  | 39. Foussignac (16145)              | 40. Genac-Bignac (16148)             |
| 41. Gensac-la-Pallue (16150)         | 42. Genté (16151)                    | 43. Gimeux (16152)                  | 44. Graves-Saint-Amant (16297)       |
| 45. Guimps (16160)                   | 46. Guizengeard (16161)              | 47. Hiersac (16163)                 | 48. Houlette (16165)                 |
| 49. Jarnac (16167)                   | 50. Javrezac (16169)                 | 51. Juillac-le-Coq (16171)          | 52. Julienne (16174)                 |
| 53. Lachaise (16176)                 | 54. Ladiville (16177)                | 55. Lagarde-sur-le-Né (16178)       | 56. Le Tâtre (16380)                 |
| 57. Les Métairies (16220)            | 58. Lignières-Ambleville (16186)     | 59. Louzac-Saint-André (16193)      | 60. Mainxe-Gondeville (16153)        |
| 61. Marcillac-Lanville (16207)       | 62. Mareuil (16208)                  | 63. Mérignac (16216)                | 64. Merpins (16217)                  |
| 65. Mesnac (16218)                   | 66. Mons (16221)                     | 67. Montmérac (16224)               | 68. Mosnac-Saint-Simeux (16233)      |
| 69. Moulidars (16234)                | 70. Nercillac (16243)                | 71. Oriolles (16251)                | 72. Passirac (16256)                 |
| 73. Pérignac (16258)                 | 74. Reignac (16276)                  | 75. Réparsac (16277)                | 76. Rouillac (16286)                 |
| 77. Saint-Amant-de-Nouère (16298)    | 78. Saint-Aulais-la-Chapelle (16301) | 79. Saint-Bonnet (16303)            | 80. Saint-Brice (16304)              |
| 81. Saint-Cybardeaux (16312)         | 82. Sainte-Sévère (16349)            | 83. Sainte-Souline (16354)          | 84. Saint-Félix (16315)              |
| 85. Saint-Fort-sur-le-Né (16316)     | 86. Saint-Genis-d’Hiersac (16320)    | 87. Saint-Laurent-de-Cognac (16330) | 88. Saint-Médard (16338)             |
| 89. Saint-Même-les-Carrières (16340) | 90. Saint-Palais-du-Né (16342)       | 91. Saint-Preuil (16343)            | 92. Saint-Simon (16352)              |
| 93. Saint-Vallier (16357)            | 94. Salles-d’Angles (16359)          | 95. Salles-de-Barbezieux (16360)    | 96. Sauvignac (16365)                |
| 97. Segonzac (16366)                 | 98. Sigogne (16369)                  | 99. Touvérac (16384)                | 100. Triac-Lautrait (16387)          |
| 101. Val-d’Auge (16339)              | 102. Val-de-Cognac (16097)           | 103. Val des Vignes (16175)         | 104. Vaux-Rouillac (16395)           |
| 105. Verrières (16399)               | 106. Vibrac (16402)                  | 107. Vignolles (16405)              |                                      |

## Neuordnung der Arrondissements 2017

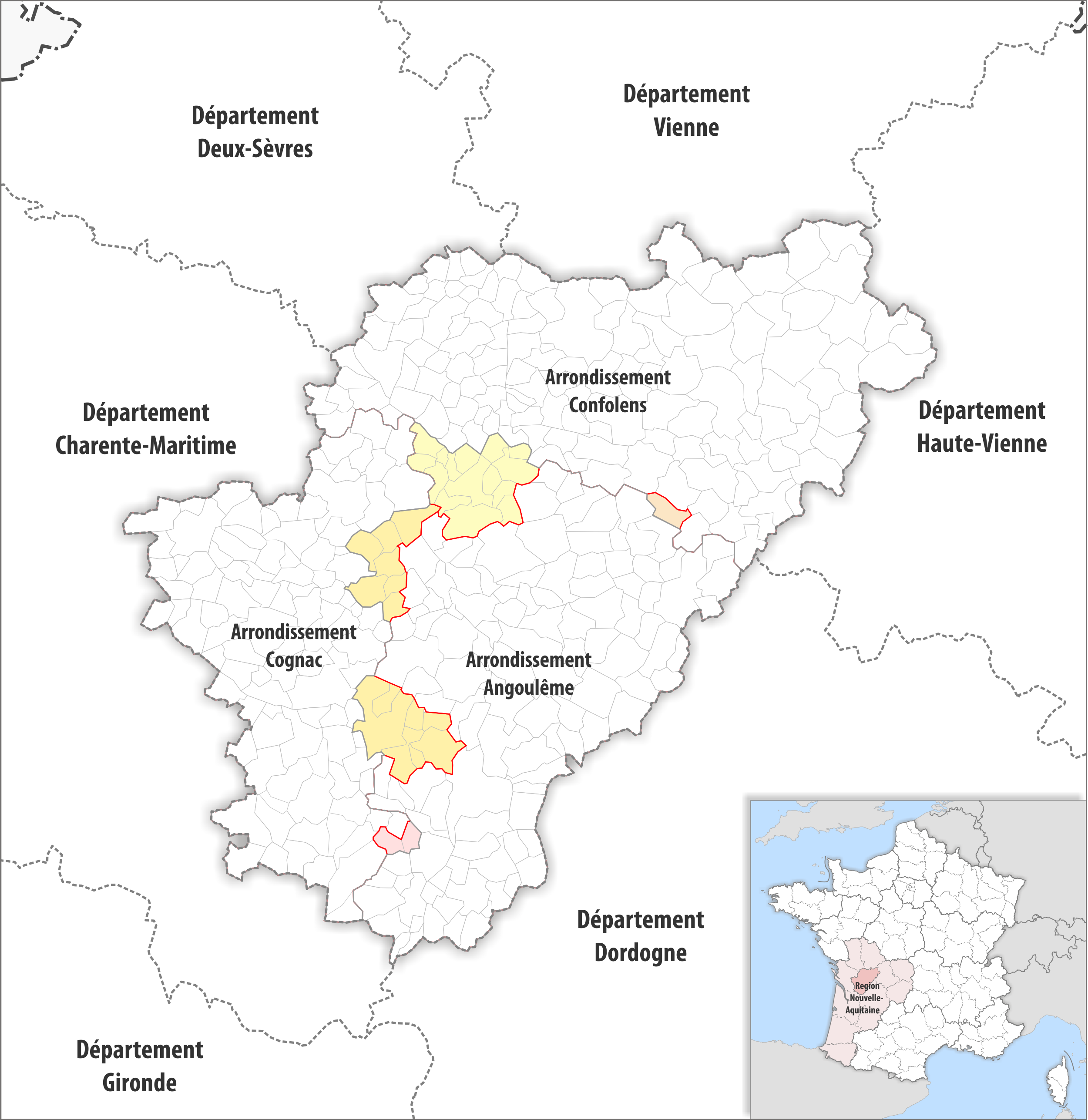
Arrondissementsanpassungen im Jahr 2017

Durch die Neuordnung der Arrondissements im Jahr 2017 wurde aus dem Arrondissement Angoulême die Fläche der 14 Gemeinden Bécheresse, Champagne-Vigny, Champmillon, Côteaux du Blanzacais, Douzat, Échallat, Étriac, Hiersac, Moulidars, Pérignac, Saint-Amant-de-Nouère, Saint-Genis-d’Hiersac, Saint-Léger und Val des Vignes dem Arrondissement Cognac zugewiesen.
Dafür wechselte vom Arrondissement Cognac die Fläche der zwei Gemeinden Châtignac und Saint-Laurent-des-Combes zum Arrondissement Angoulême.

## Ehemalige Gemeinden seit der landesweiten Neuordnung der Kantone
- Bis 2023: Cherves-Richemont, Saint-Sulpice-de-Cognac
- Bis 2022: Ambleville, Lignières-Sonneville
- Bis 2021: Saint-Simeux
- Bis 2019: Côteaux du Blanzacais, Saint-Léger, Gondeville, Mainxe, Rouillac, Gourville, Auge-Saint-Médard, Anville, Bonneville, Montigné
- Bis 2016: Aignes-et-Puypéroux, Blanzac-Porcheresse, Cressac-Saint-Genis, Montmoreau-Saint-Cybard, Saint-Amant-de-Montmoreau, Saint-Eutrope, Saint-Laurent-de-Belzagot
- Bis 2015: Aubeville, Bignac, Genac, Jurignac, Lamérac, Mainfonds, Montchaude, Péreuil, Plaizac, Sonneville